# XY (漫画)
『XY』は東城麻美による日本の漫画作品。竹書房『麗人』連載。

## 概要
タカヤとナギサの恋愛を描いた、ボーイズラブ作品。CDドラマとしても発売されている。

## 登場人物
声の記述はドラマCD版
タカヤ
声 - 伊藤健太郎 / 幼少：奥島和美
攻め。岡田（声 - 氷上恭子）と付き合っていたが、ナギサが気になり、彼女と別れる。
ナギサ
声 - 石田彰 / 幼少：榎本温子
タカヤの従兄弟、受け。育ての母親にペニスバンドで性感を開発される。その後、タカヤと結ばれたが、情に駆られてでは思い悩む。母親は投身自殺している。父親（声 - 塚田正昭）は妻と契約結婚（＝父親がナギサを引き取る理由で結婚）していた。
加納（かのう）
あれこれ男を食ってるプレイボーイ。新たな男としてナギサを狙う。
圭一（けいいち）
レズビアンカップルの情事を見たため、同性愛を認められない者同士としてタカヤを犯したゲイ。愛していた男があったが振られた。

## ドラマCD
1998年7月25日に、インターコミュニケーションズから発売された。